# Fryderyk dla producenta / producentki / teamu producenckiego roku
Fryderyk dla producenta / producentki / teamu producenckiego roku – polska nagroda muzyczna Fryderyk, przyznawana corocznie w latach 1995–2002 i 2020–2024 w sekcji muzyki rozrywkowej w kategorii producent / producentka / team producencki roku. Honorowała producentów muzycznych (soloowych lub grupowo) za całokształt działalności w danym roku. Fryderyki są przyznawane od 1995 przez Związek Producentów Audio-Video (ZPAV) za osiągnięcia w rodzimym przemyśle muzycznym. Od 2000 za wyłanianie nominowanych, a następnie laureatów odpowiedzialna jest powołana przez ZPAV Akademia Fonograficzna.
Kategoria została wprowadzona podczas drugiej edycji, Fryderyków 1995, pod nazwą producent / realizator roku. W edycji 1996 została podzielona na dwie: producent muzyczny roku (za produkcję muzyczną) i aranżer roku (za aranżacje). Następnie w edycjach od 1997 do 2001 funkcjonowała jako tylko jedna kategoria producent muzyczny roku, po czym została wycofana. W edycjach od 2002 do 2012 została zastąpiona przez kategorię produkcja muzyczna roku, honorującą producentów za konkretne albumy lub utwory, zaś w edycjach od 2013 do 2019 producenci byli nominowani w kategoriach albumowych. Powróciła w edycji 2020, a w edycji 2022 zmieniła nazwę na producent / producentka / team producencki roku. W edycji 2025 została ponownie wycofana.
Najwięcej nominacji (6) i nagród (4) w kategorii otrzymał Grzegorz Ciechowski. Marcin Pospieszalski wygrał 3 nagrody, zaś Hania Rani 2.

## Laureaci i nominowani
| Rok                                             | Zdjęcie                                                                       | Laureat                                | Pozostałe nominacje | Źr.                         |
| Producent / realizator roku                     | Producent / realizator roku                                                   | Producent / realizator roku            | Producent / realizator roku | Producent / realizator roku |
| ----------------------------------------------- | ----------------------------------------------------------------------------- | -------------------------------------- | --- | --------------------------- |
| 1995                                            |                                                                               | Leszek Kamiński                        | - Adam Toczko - Rafał Paczkowski - Wojciech Przybylski - Wojciech Waglewski                                                                     | [ 5 ]                       |
| 1996                                            | Producent muzyczny roku                                                       | Producent muzyczny roku                | Producent muzyczny roku | [ 6 ]                       |
| 1996                                            |                                                                               | Grzegorz Ciechowski                    | - Adam Toczko - Grzegorz Skawiński - Leszek Kamiński - Marek Kościkiewicz                                                                       | [ 6 ]                       |
| 1996                                            | Aranżer roku                                                                  |                                        | | [ 6 ]                       |
| 1996                                            |                                                                               | Grzegorz Ciechowski                    | - Grzegorz Skawiński - Piotr Rubik - Robert Janson - Wiesław Pieregorólka                                                                       | [ 6 ]                       |
| Producent muzyczny roku                         |                                                                               |                                        | |                             |
| 1997                                            |                                                                               | Grzegorz Ciechowski                    | - Leszek Kamiński - Marcin Pospieszalski - Michał Przytuła - Tomasz Bonarowski - Wojciech Olszak                                                | [ 7 ]                       |
| 1998                                            |                                                                               | Marcin Pospieszalski                   | - Grzegorz Ciechowski - Grzegorz Skawiński - Michał Przytuła - Wojciech Waglewski                                                               | [ 8 ]                       |
| 1999                                            | - Grzegorz Skawiński - Michał Przytuła - Tomasz Bonarowski - Wojciech Olszak  | Marcin Pospieszalski                   | [ 9 ] |                             |
| 2000                                            | - Andrzej Smolik - Grzegorz Ciechowski - Robert Friedrich - Tomasz Bonarowski | Marcin Pospieszalski                   | [ 10 ] |                             |
| 2001                                            |                                                                               | Grzegorz Ciechowski                    | - Andrzej Smolik - Leszek Biolik - Leszek Kamiński - Maciej Cieślak                                                                             | [ 11 ]                      |
| 2020                                            |                                                                               | Bartosz Dziedzic                       | - Dominic Buczkowski-Wojtaszek i Patryk Kumór - Hania Rani - Michał Kush - Ralph Kaminski                                                       | [ 12 ]                      |
| 2021                                            |                                                                               | Krzysztof Zalewski i Andrzej Markowski | - @atutowy - Dominic Buczkowski-Wojtaszek i Patryk Kumór - Gromee - Hania Rani                                                                  | [ 13 ]                      |
| Producent / producentka / team producencki roku |                                                                               |                                        | |                             |
| 2022 (remis)                                    |                                                                               | Hania Rani                             | - @atutowy - Dominic Buczkowski-Wojtaszek i Patryk Kumór - Magiera                                                                              | [ 14 ]                      |
| 2022 (remis)                                    | Kuba Galiński                                                                 |                                        | - @atutowy - Dominic Buczkowski-Wojtaszek i Patryk Kumór - Magiera                                                                              | [ 14 ]                      |
| 2023                                            |                                                                               | Mrozu                                  | - 1988 - Emade i Wojciech Waglewski - Kuba Galiński - Rubens                                                                                    | [ 15 ]                      |
| 2024                                            |                                                                               | Hania Rani                             | - Andrzej Smolik - Frank Leen - Hotel Torino (Patryk Kumór i Dominic Buczkowski-Wojtaszek) - L.U.C. i Rebel Babel Film Orchestra - Vito Bambino | [ 16 ]                      |

## Statystyki
| Liczba | Osoba/zespół         | Lata                  |
| ------ | -------------------- | --------------------- |
| 4      | Grzegorz Ciechowski  | 1996 (×2), 1997, 2001 |
| 3      | Marcin Pospieszalski | 1998, 1999, 2000      |
| 2      | Hania Rani           | 2022, 2024            |

| Liczba | Osoba/zespół                 | Lata                              |
| ------ | ---------------------------- | --------------------------------- |
| 6      | Grzegorz Ciechowski          | 1996 (×2), 1997, 1998, 2000, 2001 |
| 4      | Dominic Buczkowski-Wojtaszek | 2020, 2021, 2022, 2024            |
| 4      | Grzegorz Skawiński           | 1996 (×2), 1998, 1999             |
| 4      | Hania Rani                   | 2020, 2021, 2022, 2024            |
| 4      | Leszek Kamiński              | 1995, 1996, 1997, 2001            |
| 4      | Marcin Pospieszalski         | 1997, 1998, 1999, 2000            |
| 4      | Patryk Kumór                 | 2020, 2021, 2022, 2024            |